# Тери ГЭС
Те́ри (англ. Tehri) — крупный гидроузел на реке Бхагиратхи на севере Индии, в штате Уттар-Прадеш. Каменно-набросная плотина и подземные сооружения построены в 1992—2008 годах российской компанией «Технопромэкспорт», генеральный проектировщик — институт «Гидропроект». Главный инженер проекта — Финк Александр Константинович, заслуженный энергетик Российской Федерации.

## Конструкция гидроузла

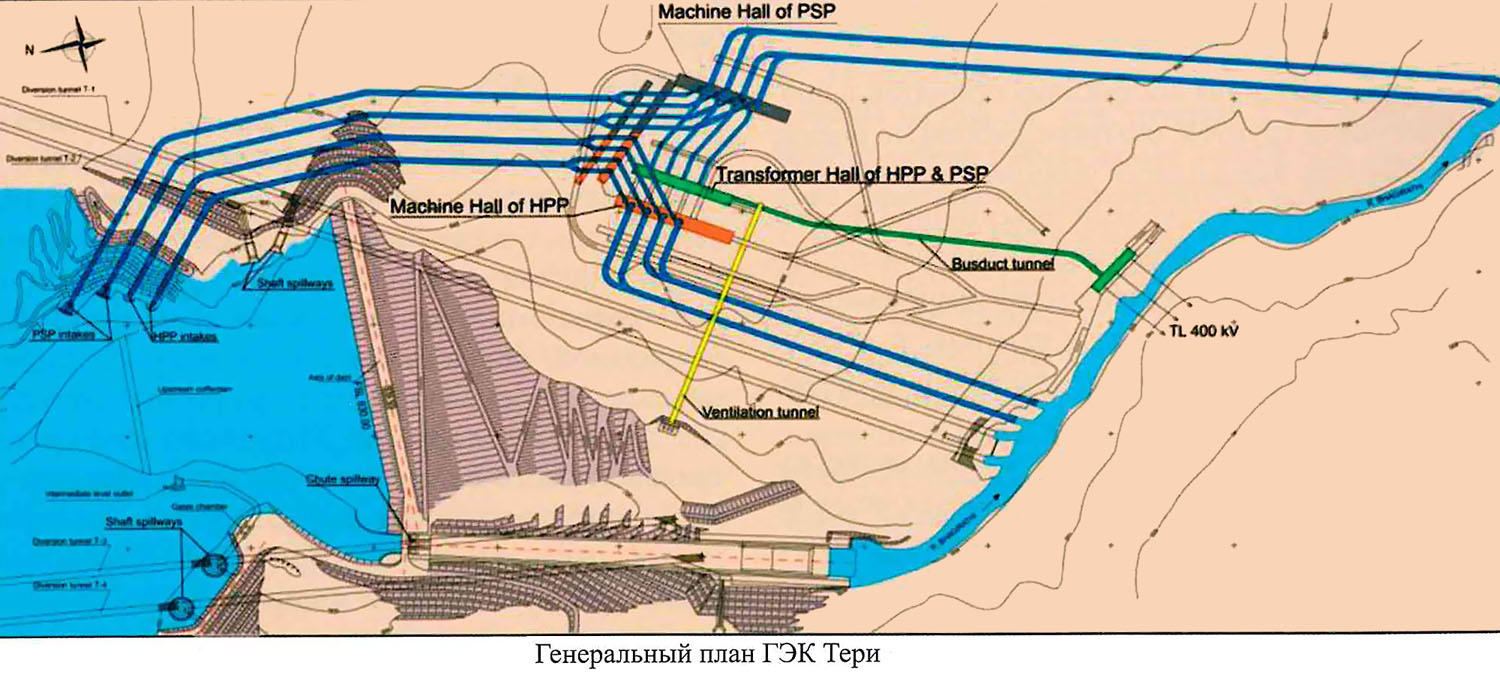
Генеральный план ГЭК Тери

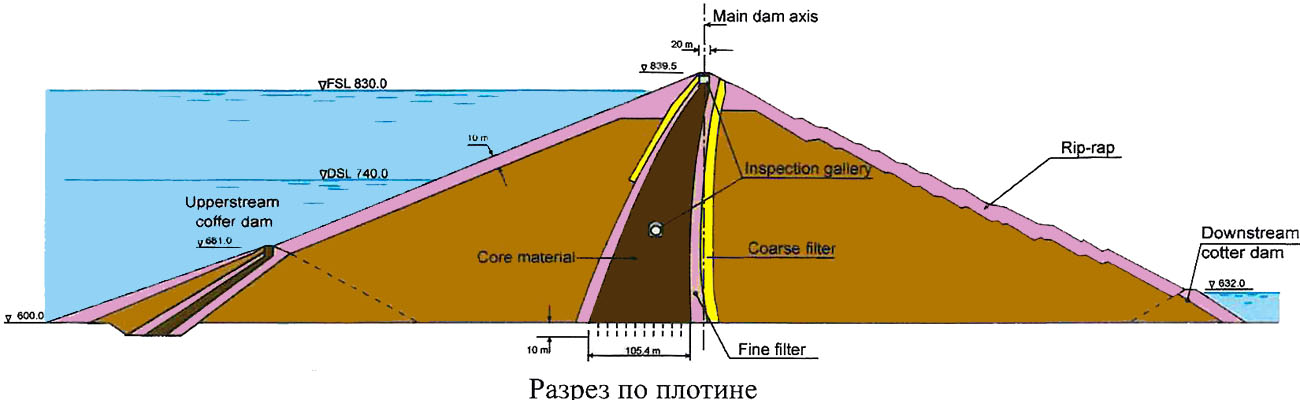
Разрез по плотине Тери

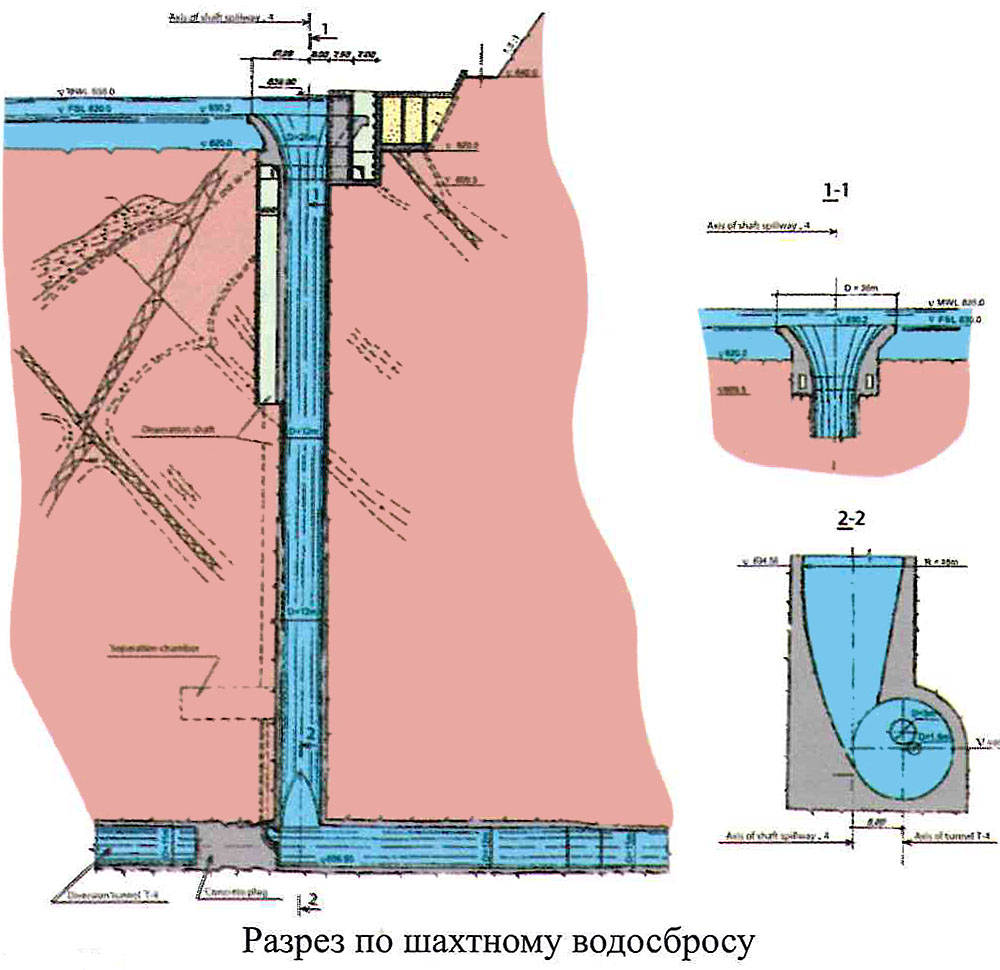
Разрез по шахтному водосбросу Тери

На 2022 год плотина ГЭС Тери является самой высокой плотиной Индии, 10-й по высоте в Азии и 13-й в мире.
Особенностью гидроузла является расположение машинного зала и трансформаторного помещения на глубине до 300 метров от поверхности земли. Энергетические сооружения ГЭС и ГАЭС[что?] (строится)
представляют единый комплекс, объединивший ряд сооружений для облегчения их эксплуатации и снижения стоимости строительства. Контррегулирующий гидроузел Котешвар с ГЭС мощностью 400 МВт (сдан в 2012 году)
Основные сооружения:
- каменнонабросная плотина максимальной высотой 260,5 м и длиной по гребню 570 м, с противофильтрационным элементом — суглинистым ядром
- эксплуатационный водосброс — быстроток пропускной способностью 5490 м.куб /с
- четыре шахтных водосброса, использующих участки строительных туннелей, пропускной способностью 7560 м.куб/с
- водоприемники ГЭС и ГАЭС
- два подводящих туннеля ГЭС
- два подводящих туннеля ГАЭС
- машинный зал
- общий трансформаторный зал
- отводящие туннели ГЭС и ГАЭС
- элегазовое распределительное устройство 400кВ
- ЛЭП и подстанции выдачи мощности
- вспомогательные сооружения: строительные, транспортные, подводящие туннели, входные порталы и др.

## Экономическое значение
По данным работы «Evacuation of Himalayan Power in Uttar Pradesh», суммарная мощность всех электростанций штата Уттар-Прадеш до строительства ГЭС Тери составляла 4150 МВт (март 1987 г.), при этом рост энергопотребления составлял до 10 % в год. Для покрытия прироста электрических нагрузок необходим был ввод новых энергоисточников.
Режим электропотребления в энергосистеме штата Уттар-Прадеш крайне неравномерен. Летний максимум нагрузки на 15-25 % ниже зимнего максимума. Кроме этого, имеется значительная суточная неравномерность. В зимний период ночью нагрузка падает более чем в два раза по сравнению с дневными максимумами.
Ввод в эксплуатацию гидроузла Тери помог вести суточное регулирование энергопотребления, покрывать пиковые нагрузки и использовать ночные провалы в графике нагрузки энергосистемы.

## История строительства
Первые изыскания на створе плотины были выполнены в начале 60-х годов. Первоначальный проект был завершен в 1972 году. По этому проекту мощность станции составляла 600 МВт. Строительство началось в 1978 году. С первых дней строительства проект встретил серьезное сопротивление экологических и религиозных организаций. В 1978 году был сформирован «Комитет против строительства плотины Тери» (Committee to Oppose the Tehri Dam). Под давлением этого комитета проект несколько раз пересматривался, пока в 1980 не был окончательно заморожен. 27 ноября 1986 года во время визита в Индию Горбачёва М. С. между СССР и Индией было подписано межправительственное соглашение о дружбе и экономическом сотрудничестве. В частности, по этому соглашению Индия получала экономическую помощь в размере 416 миллионов долларов на строительство гидроузла Тери. В 1987 году после рассмотрения проекта с точки зрения безопасности, экологических и социальных последствий в комитете при Министерстве окружающей среды Индии, проекту была дана отрицательная оценка. Но правительством Индии решение комитета не было учтено.
Решение о разработке проекта ГЭС Тери с советской стороны было подписано в 1988 заместителем председателя Госстроя СССР Б. Н. Ельциным и заместителем министра внешних экономических связей СССР В. Ф. Мордвиновым. Работа над проектом началась в 1989 году. Российский проект был завершен к 1992 году. По новому проекту мощность ГЭС была увеличена до 1000 МВт. На строительство объектов инфраструктуры отводилось два года, на строительство основных сооружений семь лет. Ввод агрегатов был намечен на 1997—1998 годы.
При выборе компоновки сооружений рассматривалось семь вариантов. В итоге был выбран вариант с общим трансформаторным залом и единым КРУЭ для ГЭС и ГАЭС и с использованием ранее пройденных подземных выработок. В качестве альтернативы ГЭС рассматривалось строительство тепловых электростанций аналогичной мощности на разных видах топлива. При сравнении стоимости строительства и эксплуатации ТЭС и ГЭС стало ясно, что экономическая эффективность гидростанции превышает тепловую в 3-4 раза.
75 % стоимости строительства финансировалось из федерального бюджета Индии, 25 % расходов брал на себя штат Уттар Прадеш.
Высокая сейсмичность площадки плотины (9 баллов по шкале MSK-64), сложные инженерно-геологические условия и наличие в зоне строительства песчано-гравийных грунтов и суглинков определили тип плотины — каменнонабосная с суглинистым ядром. В 1989 году были построены водоприемники и часть туннелей, в том числе два больших транспортных туннеля. Перекрытие реки состоялось в 1996 году, в 2002 году было завершено строительство плотины и началось наполнение водохранилища.
Для пропуска паводка был построен быстроток лоткового типа с семью пролетами по 10,5 метров каждый. Четыре строительных туннеля диаметром 11 метров (по два на правом и левом берегах) были перестроены в шахтные водосбросы. Для исключения кавитационного воздействия потока на внутреннюю поверхность обделки туннелей водосбросов и для снижения энергии потока в туннелях предусмотрены устройства закрутки потока, в виде спиральных камер. При работе шахтных водосбросов в них происходит гашение свыше 70 % энергии потока за счет трения о стенки.
Правобережные шахтные водосбросы с автоматическим переливом воды через гребень включаются в работу при подъёме воды выше НПУ. Левобережные водосбросы с затворными камерами включаются в работу при форсированном уровне.
Из-за неудовлетворительной изученности тектоники и стратиграфии Низких Гималаев, выявление петроструктурных факторов происходило тогда, когда проектные компоновочные решения было уже невозможно изменить. Это приводило к неизбежным осложнениям. По этой причине первые два агрегата станции были пущены не в 1997, а в августе 2003 года. Например, в 1986 году на участке сопряжения одной из четырёх шахт ремонтных затворов (MGS-4) с водоводом (HRT-4) были выявлены крупная тектонитовая ячейка IV-го порядка и крупный взбросо-надвиг. Были приняты значительные усилия по укреплению проблемного участка, но 2-го августа 2004 года произошло обрушение горных пород внутрь соседней шахты MGS-3 и гибель 29 рабочих. Определённую роль в этой трагедии сыграли и шедшие в это время в регионе сильные дожди.
Во время строительства из зоны затопления было переселено более 100 тыс. человек. Строительство Тери вызвало множество протестов экологических организаций, выражавших опасения по поводу негативных экологических последствий от большой плотины в хрупкой экосистеме предгорьев Гималаев. Кроме этого, выражалась обеспокоенность по поводу размещения плотины в районе с высокой сейсмической активностью. В 1991 году в районе размещения плотины произошло крупное землетрясение магнитудой 6,8. Эпицентр землетрясения находился в 53 километрах от створа плотины. Однако по проекту ГЭС Тери способна выдержать землетрясение магнитудой до 8,4.
Для выдачи мощности было построено около 600 км линий электропередач. Строительство плотины Тери было завершено в 2006 году, строительство второй части проекта — ГЭС Котешвар было завершено в 2012 году. ГАЭС планируется к вводу в эксплуатацию в 2025 году.